# Io sono il vento/Tu senza di me
Io sono il vento/Tu senza di me è il 7º singolo discografico di Mina, pubblicato nel 1959 dall'etichetta discografica Italdisc.

## Copertina
Privo di copertina fotografica, è stato distribuito con la https://minamazzinimedia-4b71.kxcdn.com/m/disco/800x800/MH_24_010.jpg Italdisc / Broadway.

## Storia
Entrambi i brani sono arrangiati da I Solitari che accompagnano la cantante con i loro strumenti.
Le due canzoni sono presenti nell'antologia di tutti i 45 giri ufficiali Ritratto: I singoli Vol. 1 (2010). Tu senza di me compare nella raccolta Mina rarità del 1989. La versione originale di Io sono il vento venne presentata da Gino Latilla e da Arturo Testa al Festival di Sanremo 1959 raggiungendo a febbraio il 2º posto nella classifica delle vendite settimanali. In italiano è presente nella raccolta eponima di Bernard Hilda, pubblicata in Spagna nel 2017 dall'etichetta Calle Mayor. Come accaduto a Malatia, anche questa versione di Mina avrà meno risonanza del pezzo sanremese, ma resterà a lungo l'unica cover del brano. La canzone è presente sul primo Extended play ufficiale della cantante, Tua/Nessuno/Io sono il vento (1959) e nella raccolta Mina Gold del 1998.

## Tracce
Edizioni musicali Accordo
Lato A
1. Io sono il vento – 2:45 (testo: Gian Carlo Testoni – musica: Giuseppe 'Fanciulli' [8])

Lato B
1. Tu senza di me – 2:44 (testo: Riccardo Pazzaglia – musica: Giuseppe 'Fanciulli')